# Rape Zombie: Lust of the Dead
Pour plus de détails, voir Fiche technique et Distribution.
Rape Zombie: Lust of the Dead est un film d'horreur japonais réalisé par Naoyuki Tomomatsu, sorti le 2012 au Japon.
Le film fait partie d'une pentalogie, le dernier étant sorti en 2014.

## Synopsis
Après une attaque nucléaire à Tokyo, la population féminine est attaquée par des hommes irradiés devenus des zombies atteints de folie sexuelle, avides de chair humaine.

## Fiche technique
- Titre : Rape Zombie: Lust of the Dead
- Réalisation : Naoyuki Tomomatsu
- Scénario : Jirô Ishikawa, Naoyuki Tomomatsu
- Production :
- Sociétés de production : Heartland Films
- Sociétés de distribution :
- Musique :
- Pays d’origine :  Japon
- Langue originale : japonais
- Lieux de tournage :
- Format : Couleurs
- Genre :
- Durée : 1 h 13
- Dates de sortie : 
  -  Japon :
    - 26 février 2012 au Festival international du film fantastique de Yubari
    - 3 mars 2012

  -  Espagne : 13 juillet 2012 (Asian Summer Film Festival)
  -  Brésil : 7 mai 2013 (Fantaspoa - International Fantastic Film Festival)
  -  États-Unis : 10 septembre 2016

## Distribution
- Rina Aikawa
- Yui Aikawa : Tomiya
- Kazuyoshi Akishima
- Asami : Kanae
- Norman England
- Hiroshi Fujita
- Fukuten
- Haruna
- Yukihiro Haruzono
- Hiroshi Hatakeyama
- Yuria Hidaka
- Ryôichi Inaba
- Hideo Jôjô
- Hidetoshi Kageyama
- Amu Kamika